# سلطان‌نشین الیسو

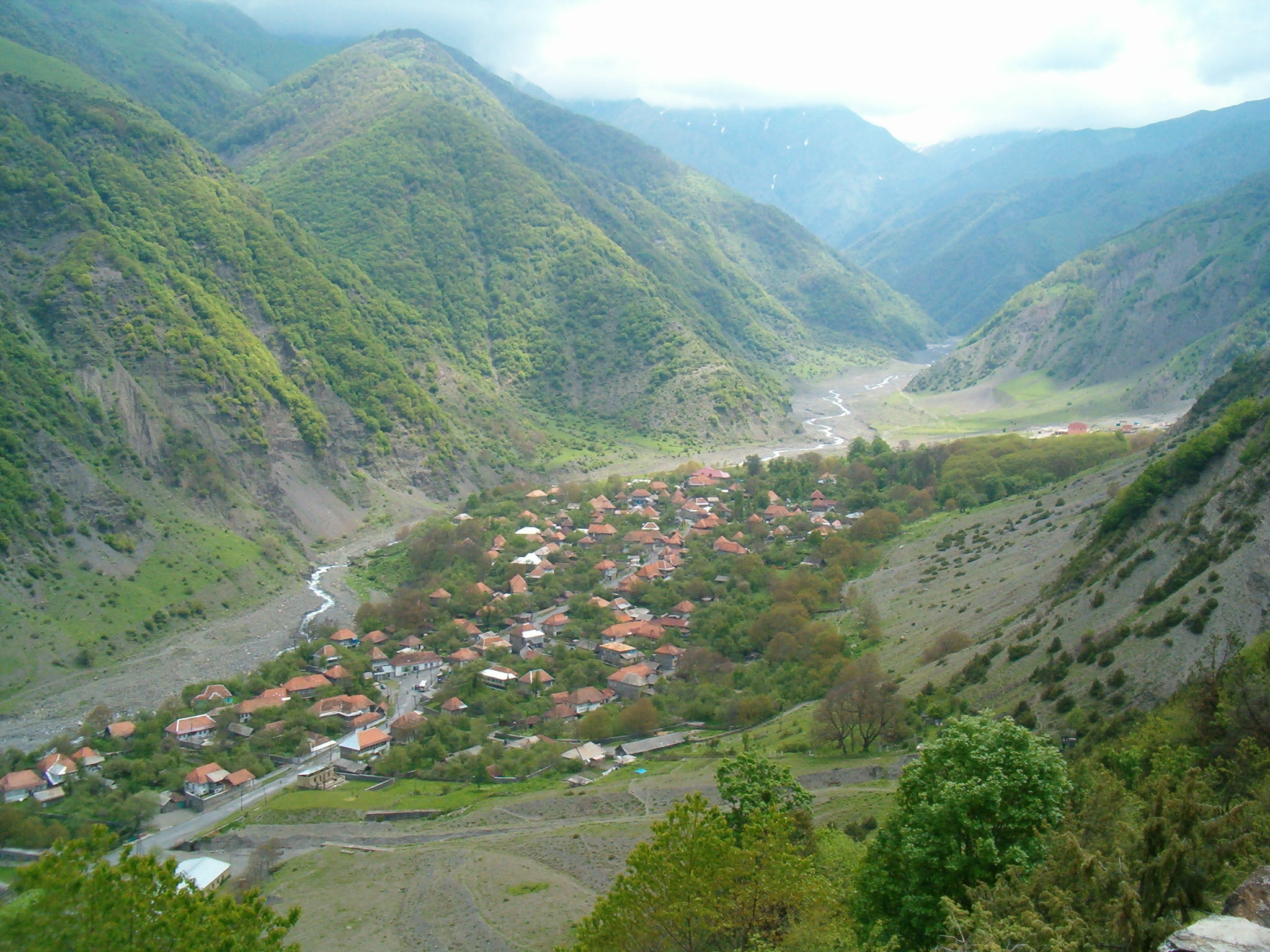
الیسوی امروزی

سلطان‌نشین الیسو یکی از خانات کوچک منطقه قفقاز در سده‌های ۱۸ و ۱۹ میلادی بود.

## ناحیه
این سلطان‌نشین در بخش جنوبی رشته‌کوه قفقاز و در شمال جمهوری آذربایجان کنونی قرار داشت.